# Сарачат, Супачок
Супачок Сарачат (тайск. สุภโชค สารชาติ; род. 22 мая 1998, Сисакет) — тайский футболист, игрок японского клуба «Хоккайдо Консадоле Саппоро» и сборной Таиланда по футболу.

## Игровая карьера

### Клубная карьера
Сарачат в течение семи сезонов играл на родине за «Бурирам Юнайтед», с которой выиграл ряд национальных титулов, среди которых 4 чемпионских титула и 3 Кубка тайской лиги. Всего за эту команду в чемпионате Таиланда он сыграл 150 матчей и забил 34 мяча.
В июле 2022 года перешёл на правах аренды в японский клуб «Хоккайдо Консадоле Саппоро», в котором сыграл 7 матчей. Благодаря удачной игре за клуб, в ноябре 2022 года ему был предложен контракт, который он подписал с этой командой сроком на 5 лет.

### Карьера в сборной
Играл за сборные Таиланда до 19 и 23 лет, а с 2017 года играет за основную сборную, в составе которой стал чемпионом АСЕАН в 2020 году.

## Достижения
«Бурирам Юнайтед»
- Чемпион Таиланда (4): 2015, 2017, 2018, 2021/22
- Обладатель Кубка Таиланда (2): 2015, 2021/22
- Обладатель Кубка тайской лиги (3): 2015, 2016, 2021/22
- Обладатель Кубка чемпионов Таиланда: 2019
- Обладатель Кубка Тойоты по футболу: 2016
- Победитель Клубного чемпионата Меконга по футболу (2): 2015, 2016

Таиланд
- Чемпион АСЕАН: 2020